# Nesluša
Nesluša (in ungherese Neszlény) è un comune della Slovacchia facente parte del distretto di Kysucké Nové Mesto, nella regione di Žilina.